# Cintura del cotone

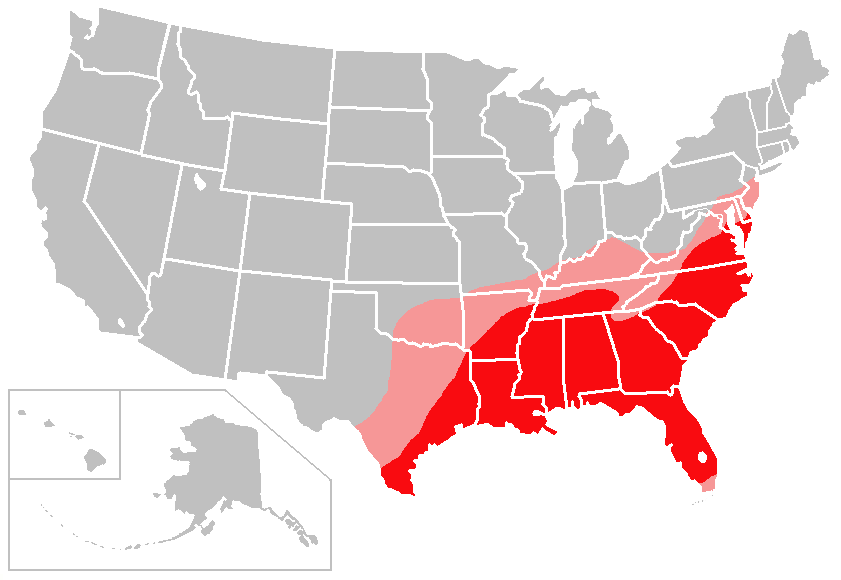
La cintura del cotone evidenziata in rosso e le aree di coltivazione del cotone in rosa.

Cintura del cotone (in inglese: Cotton Belt) è un termine utilizzato per indicare una regione degli Stati Uniti meridionali in cui il cotone è stato la predominante coltura da reddito dalla fine del XVIII secolo fino al XX secolo.
Prima dell'invenzione della sgranatrice di cotone nel 1793, la produzione di cotone era limitata alle aree pianeggianti costiere della Carolina del Sud e della Georgia, e, in scala minore, lungo il fiume Mississippi. Dopo il 1793 il Distretto di Natchez divenne rapidamente la principale regione per la produzione del cotone. I coltivatori di Natchez svilupparono nuovi ibridi della pianta del cotone e un sistema meccanizzato che alimentò la diffusione del sistema di coltivazione del cotone in tutto il Vecchio Sudest.
A metà del XIX secolo la cintura del cotone si estendeva dal Maryland al Texas orientale. La produzione di cotone più intensiva avveniva in Georgia, Tennessee, Alabama, Arkansas e Mississippi, nonché in parte di Florida, Louisiana e Texas. L'alta produttività dipendeva dal sistema delle piantagioni e dallo schiavismo, combinati con la fertilità del terreno e un clima favorevole. Dopo la guerra civile, la mezzadria sostituì lo schiavismo come principale fonte di lavoro. La produzione di cotone nella regione declinò nel XX secolo a causa dell'impoverimento del suolo, dell'antonomo del cotone (in inglese: boll weevil) e dei cambiamenti sociali avvenuti nella regione. Il cotone è ancora coltivato in alcune parti della regione, ma i terreni agricoli sono attualmente destinati principalmente a colture quali mais, grano, soia e arachidi, all'allevamento del bestiame e alla produzione commerciale di legname. Anche il riso è diventato una coltura agricola molto preziosa in Arkansas, Louisiana e Texas.